# Grand Theatre (Manhattan)
Il Grand Theatre era un teatro nello Yiddish Theatre District di Manhattan a New York, costruito per produzioni yiddish, il primo del suo genere. Il teatro fu costruito nel 1904 da Jacob Pavlovich Adler, un famoso attore ebreo di origine russa.

## Storia
Il 12 marzo 1902 Sophia Karp, con Jacob Fischel e il drammaturgo Joseph Lateiner, fondò il Grand Theatre di New York. Primo teatro della città costruito appositamente per le produzioni yiddish, il Grand era tipico dei teatri yiddish dell'epoca essendo in gran parte gestito da artisti. Oltre alla Karp e Lateiner, tra i direttori figuravano il protagonista Morris Finkel, il comico Bernard Bernstein, L. S. Gottlieb e il compositore Louis Friedsell. Fu inaugurato il 5 febbraio 1903.
Due eventi nel 1904 simboleggiarono il declino del periodo importante. Jacob Gordin fallì come direttore del suo teatro e Jacob Adler, il principale esponente dei drammi di Gordin, aprì il Grand Theatre, la prima struttura costruita appositamente per il palcoscenico yiddish. Nel 1912 il nuovo National Theater di T[h]omashefsky in Houston Street superò persino il Grand per la magnificenza dei suoi arredamenti. Il National era paragonabile favorevolmente ai palazzi di Broadway e offriva temi divertenti, simili allo stesso fuoco fatuo commerciale.
A teatro si davano anche spettacoli italiani.
Il teatro fu demolito nel 1930 per far posto al Sara D. Roosevelt Park.